# Athlétisme aux Jeux méditerranéens de 1993
Navigation
Les compétitions d'athlétisme des Jeux méditerranéens de 1993 ont eu lieu à Narbonne en France, du 17 au 20 juin 1993. Les épreuves, au nombre de 36 (20 chez les hommes et 16 chez les femmes), se sont déroulées dans l'enceinte du Parc des sports et de l'amitié.

## Faits marquants
Chez les hommes, plusieurs épreuves ne se sont pas tenues contrairement aux années précédentes compte tenu du faible nombre d'engagés : il s'agit du lancer du marteau, du décathlon et du 20 km marche. Chez les femmes, le 3 000 m se court pour la dernière fois, destiné à être remplacé par le 5 000 m à partir de 1997, et le marathon fait son apparition, et l'épreuve du 4 × 400 mètres n'a pas été disputée.
La France qui, une semaine avant la Coupe d'Europe des nations a aligné ses meilleurs athlètes hormis Marie-José Pérec, domine largement avec 15 titres remportés sur 36 possibles et 38 médailles, son plus fort total depuis le début des Jeux, dont plusieurs doublés (triple saut masculin, sprint et javelot féminins). L'Italie est deuxième, grâce entre autres au marathonien Davide Milesi qui bat le record des Jeux, et à Agnese Maffeis qui réalise un doublé poids / disque. La Grèce complète le podium.
Individuellement, la performance la plus notable est à mettre à l'actif de Noureddine Morceli. L'Algérien, venu pour s'attaquer à son propre record du monde du 1 500 mètres, échoue en 3 min 29 s 20 à quelques centièmes de ses 3 min 28 s 86 établis à Rieti en 1992, après avoir effectué un cavalier seul dans les 500 derniers mètres. C'est à ce moment-là la deuxième meilleure performance de tous les temps. Le champion olympique en titre, Fermín Cacho, malgré une performance de qualité, finit à 3 secondes.
Dans l'épreuve féminine, la compatriote de Morceli, Hassiba Boulmerka, rate le doublé 800 / 1 500 pour s'être relevée trop tôt, permettant à la Française Frédérique Quentin de lui souffler la victoire sur le fil.
Le Français Dan Philibert conserve son titre acquis à Athènes, de même que l'Italien Luciano Zerbini au lancer du disque. Nathalie Teppe établit un nouveau record des Jeux à l'heptathlon, qui est aussi un record de France espoirs, et remporte le lancer du javelot.

## Podiums

### Hommes
| 100 mètres (vent : +1,4 m/s) | Aléxandros Terzián 10 s 20 (CR)                                                                  | Jean-Charles Trouabal 10 s 24                                                                      | Daniel Sangouma 10 s 35                                                                   |
| 200 mètres (vent : -1,8 m/s) | Daniel Sangouma 20 s 76                                                                          | Aléxandros Terzián 20 s 87                                                                         | Mohamed El Kandoussi 21 s 04                                                              |
| 400 mètres | Konstantinos Kenteris 45 s 70                                                                    | Jean-Louis Rapnouil 45 s 91                                                                        | Benyounès Lahlou 45 s 91                                                                  |
| 800 mètres | Mahjoub Haïda 1 min 48 s 70                                                                      | Fotis Deligiannis 1 min 49 s 03                                                                    | Réda Abdenouz 1 min 49 s 45                                                               |
| 1 500 mètres | Noureddine Morceli 3 min 29 s 20 (CR)                                                            | Fermín Cacho 3 min 32 s 43                                                                         | Rachid El Basir 3 min 37 s 30                                                             |
| 5 000 mètres | Thierry Pantel 13 min 39 s 04                                                                    | Aïssa Belaout 13 min 41 s 65                                                                       | Mohammed Mourhit 13 min 50 s 12                                                           |
| 10 000 mètres | Khalid Skah 28 min 46 s 38                                                                       | Hammou Boutayeb 28 min 49 s 94                                                                     | Vincenzo Modica 28 min 55 s 97                                                            |
| Marathon | Davide Milesi 2 h 18 min 42 s (CR)                                                               | Cihangir Demirel 2 h 18 min 43 s                                                                   | Marco Toini 2 h 18 min 59 s                                                               |
| 110 mètres haies (vent : -1,0 m/s) | Dan Philibert 13 s 62                                                                            | Stelios Bisbas 13 s 67                                                                             | Mustapha Sdad 13 s 80                                                                     |
| 400 mètres haies | Zid Abou Hamed 49 s 09 (CR)                                                                      | Giorgio Frinolli 49 s 51                                                                           | Fadhel Khayati 49 s 94                                                                    |
| 3 000 mètres steeple | Abdelaziz Sahere 8 min 25 s 74                                                                   | Azzedine Brahmi 8 min 28 s 87                                                                      | Thierry Brusseau 8 min 33 s 27                                                            |
| Saut en hauteur | Jean-Charles Gicquel 2,26 m                                                                      | Gustavo Becker 2,23 m                                                                              | Miha Prijon 2,23 m                                                                        |
| Saut à la perche | Stavros Tsitouras 5,55 m                                                                         | Thierry Vigneron 5,50 m                                                                            | Jean Galfione 5,35 m                                                                      |
| Saut en longueur | Spyrídon Vasdékis 8,03 m (w)                                                                     | Georgios Zabetakis 7,91 m                                                                          | Serge Hélan 7,89 m (w)                                                                    |
| Triple saut | Pierre Camara 17,03 m                                                                            | Georges Sainte-Rose 17,00 m (w)                                                                    | Lotfi Khaïda 16,88 m (w)                                                                  |
| Lancer du poids | Paolo Dal Soglio 20,22 m                                                                         | Alessandro Andrei 19,37 m                                                                          | Dimitrios Koutsoukis 18,83 m                                                              |
| Lancer du disque | Luciano Zerbini 60,90 m                                                                          | Jean Pons 57,58 m                                                                                  | Jean-Claude Retel 57,22 m                                                                 |
| Lancer du javelot | Ivan Mustapić 79,46 m (CR)                                                                       | Fabio De Gaspari 77,18 m                                                                           | Konstadínos Gatsioúdis 77,00 m                                                            |
| 4 × 100 mètres | France Max Morinière Daniel Sangouma Jean-Charles Trouabal Bruno Marie-Rose 38 s 96              | Grèce Alexandros Genovelis Georgios Panagiotopoulos Alexios Alexopoulos Alexandros Terzian 39 s 26 | Espagne Luis Turón Pedro Nolet Jordi Mayoral José Rivas 39 s 90                           |
| 4 × 400 mètres | France André Jaffory Pierre-Marie Hilaire Stéphane Diagana Jean-Louis Rapnouil 3 min 2 s 99 (CR) | Maroc Ali Dahhan Abdellah Boukraa Abdelkader El Boukhari Benyounès Lahlou 3 min 4 s 79             | Italie Maurizio Federici Vito Petrella Gianrico Boncompagni Alessandro Aimar 3 min 5 s 11 |
| Records et Performances - AR : Record continental (area record) - CR : Record des championnats (championship record) - MR : Record du meeting (meet record) - NR : Record national (national record) - OR : Record olympique (olympic record) - PR : Record paralympique (paralympic record) - PB : Record personnel (personal best) - SB : Meilleure performance personnelle de la saison (season's best) - WL : Meilleure performance mondiale de l'année (world leader) - WJR : Record du monde junior (world junior record) - WR : Record du monde (world record) Circonstances et Conditions - DNF : N'a pas terminé (did not finish) - DNS : N'a pas pris le départ (did not start) - DQ : Disqualification (disqualification) - NM : Aucun essai valable enregistré (No Mark) - Q : Qualifié « directement » au prochain tour (ou à la prochaine compétition), lors d'une compétition majeure, grâce au classement ou à la réalisation des minima (automatic qualifier) - q : Qualifié au prochain tour (ou à la prochaine compétition), lors d'une compétition majeure, grâce au repêchage ou à la réalisation de l'une des meilleures performances parmi celles des « non qualifiés directement » (grâce au meilleur temps ou à la meilleure distance par exemple) (secondary qualifier) |                                                                                                  | |                                                                                           |

### Femmes
| 100 mètres (vent : +0,8 m/s) | Magali Simioneck 11 s 39                                                        | Odiah Sidibé 11 s 49                                                                    | Ekaterini Koffa 11 s 71                                                    |
| 200 mètres (vent : -1,3 m/s) | Maguy Nestoret 23 s 42                                                          | Valérie Jean-Charles 23 s 45                                                            | Donatella Dal Bianco 24 s 12                                               |
| 400 mètres | Elsa Devassoigne 52 s 44                                                        | Francine Landre 52 s 95                                                                 | Francesca Carbone 53 s 78                                                  |
| 800 mètres | Hassiba Boulmerka 2 min 03 s 86                                                 | Fabia Trabaldo 2 min 04 s 05                                                            | Amaia Andrés 2 min 05 s 16                                                 |
| 1 500 mètres | Frédérique Quentin 4 min 11 s 09                                                | Hassiba Boulmerka 4 min 11 s 09                                                         | Farida Fatès 4 min 12 s 60                                                 |
| 3 000 mètres | Valentina Tauceri 9 min 00 s 10                                                 | Annette Sergent-Palluy 9 min 02 s 96                                                    | Julia Vaquero 9 min 04 s 99                                                |
| Marathon | Helena Javornik 2 h 42 min 58 s (CR)                                            | Marie-Hélène Ohier 2 h 43 min 26 s                                                      | Sylviane Geffray 2 h 43 min 40 s                                           |
| 100 mètres haies (vent : -0,8 m/s) | Brigita Bukovec 13 s 10                                                         | Cécile Cinélu 13 s 17                                                                   | Patricia Girard 13 s 19                                                    |
| 400 mètres haies | Nezha Bidouane 56 s 09                                                          | Nadia Zétouani 57 s 04                                                                  | Carole Nelson 57 s 45                                                      |
| Saut en hauteur | Britta Bilac 1,92 m                                                             | Nathalie Lefebvre 1,87 m                                                                | María Mar Martínez 1,84 m                                                  |
| Saut en longueur | Corinne Hérigault 6,54 m (w)                                                    | Ksenija Predikaka 6,51 m (w)                                                            | Silvija Babić 6,45 m (w)                                                   |
| Lancer du poids | Agnese Maffeis 17,04 m                                                          | Nataša Erjavec 16,88 m                                                                  | Margarita Ramos 16,86 m                                                    |
| Lancer du disque | Agnese Maffeis 57,16 m                                                          | Ekaterini Voggoli 56,10 m                                                               | Monia Kari 55,38 m                                                         |
| Lancer du javelot | Nathalie Teppe 60,90 m                                                          | Nadine Auzeil 59,68 m                                                                   | Renata Strašek 59,04 m                                                     |
| Heptathlon | Nathalie Teppe 6 256 pts (CR)                                                   | Ghada Shouaa 6 168 pts                                                                  | Odile Lesage 5 868 pts                                                     |
| 4 × 100 mètres | France Patricia Girard Odiah Sidibé Maguy Nestoret Valérie Jean-Charles 43 s 55 | Italie Elisabetta Birolini Giuseppina Perlino Anna Rita Balzani Laura Ardissone 45 s 62 | Espagne Ana Barrenechea Carmen Garcia Patricia Morales Mireia Ruiz 45 s 93 |
| Records et Performances - AR : Record continental (area record) - CR : Record des championnats (championship record) - MR : Record du meeting (meet record) - NR : Record national (national record) - OR : Record olympique (olympic record) - PR : Record paralympique (paralympic record) - PB : Record personnel (personal best) - SB : Meilleure performance personnelle de la saison (season's best) - WL : Meilleure performance mondiale de l'année (world leader) - WJR : Record du monde junior (world junior record) - WR : Record du monde (world record) Circonstances et Conditions - DNF : N'a pas terminé (did not finish) - DNS : N'a pas pris le départ (did not start) - DQ : Disqualification (disqualification) - NM : Aucun essai valable enregistré (No Mark) - Q : Qualifié « directement » au prochain tour (ou à la prochaine compétition), lors d'une compétition majeure, grâce au classement ou à la réalisation des minima (automatic qualifier) - q : Qualifié au prochain tour (ou à la prochaine compétition), lors d'une compétition majeure, grâce au repêchage ou à la réalisation de l'une des meilleures performances parmi celles des « non qualifiés directement » (grâce au meilleur temps ou à la meilleure distance par exemple) (secondary qualifier) |                                                                                 |                                                                                         |                                                                            |

## Tableau des médailles
| Rang | Nation   | Or | Argent | Bronze | Total |
| ---- | -------- | -- | ------ | ------ | ----- |
| 1    | France   | 15 | 13     | 10     | 38    |
| 2    | Italie   | 6  | 5      | 5      | 16    |
| 3    | Grèce    | 4  | 6      | 3      | 13    |
| 4    | Maroc    | 4  | 3      | 5      | 12    |
| 5    | Slovénie | 3  | 2      | 2      | 7     |
| 6    | Algérie  | 2  | 3      | 2      | 7     |
| 7    | Syrie    | 1  | 1      | 0      | 2     |
| 8    | Croatie  | 1  | 0      | 1      | 2     |
| 9    | Espagne  | 0  | 2      | 6      | 8     |
| 10   | Turquie  | 0  | 1      | 0      | 1     |
| 11   | Tunisie  | 0  | 0      | 2      | 2     |